# Carsun Chang
Carsun Chang, även känd som Zhang Junmai, född 18 januari 1887 i Baoshan, Jiangsu, död 23 februari 1969 i San Francisco, var en inflytelserik kinesisk filosof, offentlig intellektuell och socialdemokratisk politiker.

## Verk
- Chang, Chia-sên (1952) (på engelska). The third force in China. New York: Bookman Associates. Libris 12041995
- Chang, Chia-sên (1958) (på engelska). The development of Neo-Confucian thought. London. Libris 504459